# 마이크 타이슨
마이클 제라드 "마이크" 타이슨(Michael Gerard "Mike" Tyson, 1966년 6월 30일 ~ )은 은퇴한 미국의 권투 선수이다.

## 생애
1966년 뉴욕 브루클린에서 출생한 그는 1985년에 만 18세로 프로에 데뷔하여 《undisputed heaveyweight champion》이자 최연소로 WBC, WBA, IBF 세계 헤비급 타이틀을 거머쥐었었다. 그는 두 번째 라운드에서 TKO로 트레보 버빅을 이기고서 1986년 10월 22일에 WBC 타이틀을 획득했다. 타이슨은 권투선수로 활동하는 동안 링 안과 바깥에서 논쟁의 여지가 많은 행동뿐만 아니라 잔인하고 위협적인 권투 스타일로 유명세를 탔었다.
그는 WBA, WBC, IBF 타이틀을 동시에 거머쥔 최초 헤비급 챔피언이었다.
〈Kid Dynamite〉 ,〈Iron Mike〉라는 별명이 있는, 타이슨은 19번의 프로 시합에서 12번을 1라운드에서 승리했으며, 모두 K.O 승이었다. 그는 1980년대 후반에 분할된 헤비급 벨트를 하나로 통합하고 세계 《undisputed heavyweight champion》이 되었다. 타이슨은 1990년 2월 11일 도쿄에서 제임스 버스터 더글라스에게 K.O를 당하여 타이틀을 빼앗겼다.
1992년 타이슨은 데지레 워싱턴 강간으로 말미암아 3년간 복역하였다. 1995년 출소 후, 그는 헤비급 타이틀 일부를 되찾았지만, 1996년 시합에서 에반더 홀리필드에게 11라운드 TKO로 타이틀을 빼앗겼다. 그 1997년 시합은 타이슨이 홀리필드의 귀 일부를 물어 자격을 박탈당함으로써 충격적인 방식으로 끝났다. 그는 2002년 챔피언에 도전하여 싸웠지만, 레녹스 루이스에게 K.O 패를 당하였다. 타이슨은 대니 윌리엄스와 케빈 맥브라이드에게 연속하여 K.O 패를 당한 후 2006년에 은퇴하였다. 타이슨은 권투선수로 활동하는 동안 많은 돈을 벌었음에도, 2003년에 파산을 선언하였다.
그는 링 매거진의 〈list of 100 greatest punchers of all time〉에서 16위에 올랐다.

## 피지컬
헤비급 선수로서는 매우 작은 체격(키 178cm 몸무게 100kg)이지만 목 둘레가 52cm에 달하는 등 맷집이 상당히 좋았으며 '핵주먹'이라는 이명으로 알 수 있듯 주먹이 거의 강철제 슬레지해머같은 파괴력을 냈다.

## WWE(월드 레슬링 엔터테인먼트)에서의 활동
마이크 타이슨은 1998년 WWF (WWE의 전신)에서 인터뷰가 있는데, 스티브 오스틴과 마찰이 생겨 대립이 일어났다. 그 당시에는 숀 마이클스 편을 들었지만 레슬매니아XIV에서 숀을 배신하고 스티브 오스틴의 편을 들었다. 최근에 WWE에서 명예의 전당에 헌액되었다.

## 출연 작품
- 엽문 3: 최후의 대결
- 킥복서 더 레전드 - 브릭스 역
- 벤데타: 복수의 시간 - 로치 역

## 기타
- 사실 마이크 타이슨도 2014년 FIFA 월드컵을 관전했다. 그 월드컵에서 우루과이의 루이스 알베르토 수아레스가 경기 도중 이탈리아의 조르조 키엘리니의 어깨를 물어뜯자 이에 대해서 "우리가 수아레스를 이해해줘야 한다. 관중들은 느끼지 못할지 모르겠지만 어떤 종목이든 선수의 입장에서 경기장에서 뛰다보면 이기기 위한 집념과 경쟁심에 사로잡혀서 이성을 잃는 경우가 아주 많은데 이는 아무리 냉정한 사람도 겪는 일이다. 수아레스는 분명 이기기 위한 집념 때문에 순간 판단력을 잃어서 그런 행동을 했을 뿐이지 절대 키엘리니에게 악감정이 있거나 고의로 그런것은 아니다."라고 말하며 루이스 알베르토 수아레스를 두둔했다.[7] 실제로도 그 경기에서 이탈리아 축구 국가대표팀은 무승부를 기록해도 16강에 진출할 수 있었으나 루이스 알베르토 수아레스가 소속된 우루과이 축구 국가대표팀은 무조건 이겨야만 16강에 진출할 수 있었다.